# ジョニー・バーネット・トリオ
ジョニー・バーネット・トリオ(Johnny Burnette Trio)もしくはジョニー・バーネット・ロックンロール・トリオ(Johnny Burnette Rock'nRoll Trio) は1952年から1957年までアメリカで活動したロカビリーバンド。ジョニー・バーネット(ヴォーカル、リズムギター)と、実兄ドーシー・バーネット(ベース)、ポール・バリソン(リードギター)の3人編成。

## メンバー略歴
ドーシー・バーネット(Dorsey Burnette)は1932年12月28日、ジョニー・バーネット(Johnny Burnette)は1934年3月28日、テネシー州メンフィスでドーシー・シニアとメイのバーネット夫妻の間に生まれる。兄弟はBlessed Sacrament Catholic School(カトリック学校)に通い、優秀なスポーツマンとしてフットボール、バスケット、ボクシングなどに励む。ドーシーはビル・ブラック、スコティ・ムーア、バド・デクリーマンらと一緒にスティールを演奏していた。
デイヴィッド・ポール・バリソン(David Paul Burlison)は1929年2月4日、メンフィスの59マイル東、テネシー州ブラウンズヒルでレイモンドとサラ・リー夫妻の間に生まれる。1937年メンフィスに移住、9才から祖母よりギターを学ぶ。1943年「メンフィス・ランブラーズ」でベーシストとして加入。1946年海軍徴兵。1949年電気工学学校卒業。メンフィスのラジオ局KWEMに毎日30分の番組を持つ「シェルビー・フォーリン&メンフィス・フォー」に参加。

## 結成～レコードデビュー
1950年、ポールとドーシーはメンフィスのアマチュア・ボクシング大会「ゴールデングローブ」に共にウェルター級の選手として出場音楽という共通の趣味を通じて意気投合、いつか弟のジョニーも加えて一緒に演奏しようと約束する。ジョニーは1951年高校を卒業後、ミシシッピー川を渡航する船舶甲板員の仕事をしていたが同僚の片足を失う事故を目の当たりにし職を離れていた。だが彼には音楽とボクシングに対する情熱が残っていた。
ポールが在籍するメンフィスフォーは週末にクラブ出演をしていたが、スティール奏者がバーネット兄弟の近所に住む関係から時折ジョニーをゲスト歌手として招いていた。1952年ジョニーはポールに新バンド結成を提案、承諾したポールはメンフィス・フォーを脱退、ドーシーも加わりトリオのグループを結成、初期においては「リズム・レンジャーズ」を名乗る。より多彩なサウンドを求めてドック・マックイーン(ピアノ)とフレンチー(サックス)を雇い「ハイダワェイ」クラブに定期出演をする。ハンク・ウィリアムズやビル・ヘイリー・タイプの曲を演奏した。このクラブで彼らを聞いたウィリアム・ボンドが出資しボンからシングル制作の運びとなった。
November 1955 WBIP Radios Statio Studio, Corinth, MS – 
The Burnett Rhythm Rangers (Johnny Burnette [vcl/gt], Dorsey Burnette [vcl/bass], Paul Burlison [gt], Albert "Al" Vescovo [steel], Tommy Seeley [fiddle]
| 曲目                       | 作曲者     |
| -------------------------- | ---------- |
| YOU'RE UNDECIDED           | D.Burnette |
| GO MULE GO [GO ALONG MULE] | D.Burnette |

1955年11月、ミシシッピー州コリンスWPIPスタジオでトリオの初録音が行われた 。セッション費用は当時20歳のエディ・ボンドと彼の父ウィリアム・ボンドが負担、ブーネビルに本拠地を置くVonレーベルから「ユーア・アンディサイデッド／ゴー・ミュール・ゴー」(Von 1006)としてリリース、しかしボンド親子の熱心なプロモーションにも拘らず、セールス的に全くの不発となってしまう。2枚目のシングルが予定されていたが、頭の堅い若者であったジョニーはウィリアムと対立、関係解消となってしまう。
ハイダウェイの出演だけでは生活はままならぬ、と彼らは地元での仕事を得る。ジョニーはメリーマックディッシュのセールスマン、ポールとドーシーはクラウン・エレクトリックに職を得る。野外中古自動車販売でのライブ演奏では、時折エルヴィス・プレスリーがギター1本で飛び入り参加した。ジョニーとドーシーはサン・レコードにデモテープを持ち込むが、経営者サム・フィリップスの耳にはあまりにエルヴィスと似たサウンドのため拒否された。

## ニューヨークへ
1956年3月、3人はエルヴィスの全国テレビ出演に触発され、ニューヨークへ向かう。恐ろしく古いフォードで積み切れなかったドーシーのベースを除いて出発、ヒーターなしの車で10年ぶりの雪嵐に見舞われた彼らの二日間の旅は過酷なものとなった。昼間ジョニーはドレス工場、他の2人は電気技師組合の斡旋で電気技師として働いた。
テレビ番組「テッド・マック・アマチュアアワー」出演のためのオーディションを受ける。3人の審査員の前で「トゥッティ・フルティ」「ハニー・ハッシュ」「ブルー・スウェード・シューズ」を演奏、オーディションを通過。4月1日放映予定のTVショー出演が決まる。本戦も順調に勝ち残り、9月開催のマディソン・スクェア・ガーデンでの決勝の出場資格を得、他の勝者と共に3度のツアーに出る。彼らの将来性を見込んだオーケストラの指揮者のヘンリー・ジェロームがマネージャーとなる。ツアー後、キャピトル、ABCパラマウント、コーラルから契約の打診を受ける。ポールはある種のカリスマ性を持ったキャピトルとの契約を望んでいたが、バーネット兄弟はより条件の良いコーラルの言葉に賛成していた。
7 May 1956 Decca Recording Studio, Pythian Temple, 135 West 70th St., New York City – Rock'n'roll Trio (Johnny Burnette [vcl/gt], Dorsey Burnette [vcl/bass], Paul Burlison [gt], Eddie Grady [drums, percussion] + *orchestra (32 pieces))
| マトリクス | 曲目             | 作曲者                                       |
| ---------- | ---------------- | -------------------------------------------- |
| 89908      | SHATTERED DREAMS | George Motola                                |
| 89909      | MIDNIGHT TRAIN   | D.Burnette-J.Burnette-P.Burlison-A.Mortimer  |
| 89910      | YOU'RE UNDECIDED | D.Burnette-J.Burnette-P.Burlison             |
| 89911      | TEAR IT UP       | D.Burnette-J.Burnette-P.Burlison             |
| 89922      | OH BABY BABE     | D.Burnette-J.Burnette-P.Burlison-A. Mortimer |

1956年5月7日、NYピディアン・テンプル・スタジオでボブ・シール（Bob Thiele）をプロデューサーに迎え第一回録音が行われた。「セミアマチュアのような私たち3人にとって恐ろしくも刺激的な体験でした。スタジオ入りすると32人のオーケストラが私たちを待ちかまえ『彼らと一緒にやりたいことをするように』と言われました。スタジオ内の空気は冷ややかで、誰もが急いでいるように見えました。」(ポール談)。最初に彼らは用意されたオーケストラのためにゼム・フィーチャリング・ヒムの「シャッタード・ドリームス」   を吹き込んだ。そしてドラマー、エディ・グレイ（Eddie Grey）だけがトリオに参加する形で残り4曲を録音する。このセッションから「ティア・イット・アップ/ユア・アンディサイデッド」がシングルカット、コーラル最初のリリースとなる。だが彼らにとってこのNYでのセッションは良い印象は無く、マネージャーにナッシュビルでの録音を強く訴えた。

## ナッシュビル・セッション
7月2日から5日までオウエン・ブラッドリー所有の「ミュージック・シティ」(通称バーン・スタジオ)で集中レコーディングを行う。バディ・ハーマン(ドラム)、アニタ・カー・シンガーズ(コーラス)、グラディー・マーティン(ギター)、ブラッドリーも必要に応じてピアノで参加、オリジナル曲の他、多数の古典的なR&B,カントリーのカヴァーが録音された(注釈参照)。ドーシーが初めてヴォーカルを取る「スゥート・ラブ・オン・マイ・マインド」「ブルース・ステイアウェイ・フロムミー」、ポールは独特のオクターブ奏法とファズサウンドで演奏、後に語られるジョニー・バーネット・トリオの重要曲はこのセッションから生まれた。
2-5 July 1956 Music City Recordings, 804 16th Ave. South, Nashville, TN – Johnny Burnette and The Rock'n'roll Trio (Johnny Burnette [vcl] Dorsey Burnette [vcl/bass], Paul Burlison [gt], Grady Martin [el gt], Farris Coursey  [drums]. Buddy Harman [drums] replace Coursey(100266～69)  add Bob Moore [bass](100274～76)Owen Bradley [piano] + Anita Kerr Singers  Producer: Henry Jerome)
| 日付   | マトリクス | 曲目                                 | 作曲者                                         |
| ------ | ---------- | ------------------------------------ | ---------------------------------------------- |
| 2 July | 100262     | THE TRAIN KEPT-A-ROLLIN'             | Tiny Bradshaw, Lois Mann, Howie Kay            |
| 2 July | 100263     | BLUES STAY AWAY FROM ME              | A.Delmore, W.Raney, H.Glover, R Delmore        |
| 2 July | 100264     | ALL BY MYSELF                        | A.Domino, D.Bartholomew                        |
| 2 July | 100265     | DRINKIN' WINE SPO-DEE-O-DEE          | "Stick"McGhee, J.Mayo Williams                 |
| 3 July | 100266     | CHAINS OF LOVE                       | Nutegre                                        |
| 3 July | 100267     | HONEY HUSH                           | Lou Willie Turner                              |
| 3 July | 100268     | LONESOME TEARS IN MY EYES            | J.Burnette, D.Burnette, P Burlison, A.Mortimer |
| 3 July | 100269     | I JUST FOUND OUT                     | J.Burnette, D.Burnette, P Burlison, A.Mortimer |
| 4 July | 100274     | PLEASE,DON'T LEAVE ME                | A.Domino                                       |
| 4 July | 100275     | ROCK THERAPY                         | Milton Subotsky                                |
| 4 July | 100276     | ROCK BILLY BOOGIE                    | J.Burnette, D.Burnette, P Burlison, A.Mortimer |
| 5 July | 100277     | LONESOME TRAIN (ON A LONESOME TRACK) | Glenn Moore, Milton Subotsky                   |
| 5 July | 100278     | SWEET LOVE ON MY MIND                | Walker                                         |
| 5 July | 100279     | MY LOVE,YOU'RE A STRANGER            | Walker                                         |
| 5 July | 100280     | I LOVE YOU SO                        | Jerome                                         |
| 5 July | 100281     | YOUR BABY BLUE EYES                  | J.Burnette, D.Burnette, P Burlison, A.Mortimer |

1956年7月、2枚目のシングル「オー・ベイビー・ベイブ/ミッドナイト・トレイン」発売。北東部では好評を得るが全国ヒットに至らなかった。同年夏、カール・パーキンス、ジーン・ヴィンセントとツアー、カールの従弟にあたるトニー・オースティン(ドラム)がトリオのメンバーとなる。9月9日マディソン・ガーデンでアマチュア・アワーの決勝、惜しくも敗れる。10月,3枚目のシングル「トレイン・ケプト・ア・ローリン/ハニー・ハッシュ」発売。
この時期バンドに異変が起きていた。12月公開予定のロックンロール映画「ロック ロック ロック」の撮影が行われたが、そこにドーシーの姿は無かった。ジョニーとドーシーの感情の軋轢である。ヒット曲が出ないイラ立ちとツアーの過密スケジュールが彼らの神経を尖らせ、公演の出演料を巡ってついに二人は決裂、ドーシーの脱退となってしまっていた。撮影はジョニー・ブラック(ビル・ブラックの兄弟)がドーシーの代役を務めた。12月、映画の公開に合わせて「ロンサム・トレイン/アイジャスト・ファウンド・アウト」発売、レーベルに「トリオ」の文字が記載される最後のシングルとなってしまう。

## エンド・オブ・ザ・ロード
22 March 1957 Bradley Film & Recording Studio, 804 16th Ave. South, Nashville, TN – Johnny Burnette and The Rock'n'roll Trio (Johnny Burnette [vcl], Grady Martin [gt], Bob Moore [bass], Farris Coursey  [drums] + vocal chorus. Producer: Owen Bradley)
| マトリクス | 曲目                  | 作曲者                                          |
| ---------- | --------------------- | ----------------------------------------------- |
| 102124     | TOUCH ME              | Lewis T. Smith, Robert E. Hyde, Johnny Burnette |
| 102125     | IF YOU WANT IT ENOUGH | Van Grayson, Mel Howard                         |
| 102126     | BUTTERFINGERS         | Buddy Kaye, Mort Garson                         |
| 102127     | EAGER BEAVER BABY     | Ruth Roberts, Bill Katz, Stanley Clayton        |

1957年3月22日再びナッシュビルで録音が行われた。ポールもドーシーもいない、実質的にジョニーのレコード制作だった。5月「イーガー・ビーバー・ベイビー」8月「バター・フィンガーズ」発売。コーラルは商業的成功が得られないトリオに対し急速に興味を失い12月「ロック・ビリー・ブギー」が同レーベル最後のシングルとなる。57年の暮れにはバーネット兄弟は和解、共に西海岸に拠点を移す。ドーシー名義でマイナーレーベル「サーフ」(Surf)からジョン・マラスカルコ作曲「バーザ・ルー」(Bertha Lou)をリリースするが、その時点でまだコーラルとの契約が残っており、すぐさま回収となっている。
その後ジョニーはソロに転向、「ドリーミン」(1960年 11位)「ユーアー・シックスティーン」(1960年 8位)がヒット、1964年カリフォルニア州クリアレイクでの船舶事故により死去。ドーシーはソロに転向、ソングライターとしてリッキー・ネルソンに曲を提供「ビリーブ・ホワット・ユー・セイ」(1958年 4位)「イッツ・レイト」(1959年 9位)がヒット 、70年代には自己名義のシングルを多数カントリー・チャートに送り込む。1979年心臓発作により死去。ポールはメンフィスに戻り1960年「セーフティ・エレクトリカル」(電気工事会社)を設立、成功させる。1980年代に音楽活動を再開、チャーリー・フェザース、エディ・ボンド、ジョニーの息子リッキー・バーネット、ドーシーの息子ビリー・バーネットらと共演、録音を行う。2003年結腸癌により死去。
3人はトリオ時代よりも解散後に実績を残すが、60年代～70年代のUKロックに与えた影響から後の評価は逆転する。70年代後半ロンドンのテッズやロッカーズによるパンク、(ネオ)ロカビリームーブメント(後にニューウェーブ、テクノ等に細分化）により脚光を浴び、ネオロカビリー界のカリスマ的存在となる。